# Reel Life
Albums de Sonny Rollins
No Problem
(1982) Sunny Days, Starry Nights
(1984)
Reel Life est un album du saxophoniste ténor Sonny Rollins paru en 1982 sur le label Milestone. Le quintet formé par Rollins est constitué des guitaristes Bobby Broom et Yoshiaki Masuo, de son fidèle bassiste Bob Cranshaw et du batteur Jack DeJohnette.

## Réception
Le critique de jazz Michael G. Nastos écrit sur AllMusic que « parmi ses musiciens Sonny Rollins est détendu et bien installé, sans vraiment diriger le groupe mais davantage en tant que pièce maîtresse de grande valeur, dans cette solide démonstration de jazz moderne qui à bien des égards établit le standard pour une nouvelle ère à venir ».

## Titres
| N°     | Titre                | Compositeur                  | Durée |
| ------ | -------------------- | ---------------------------- | ----- |
| Face A |                      |                              |       |
| 1.     | Reel Life            | Sonny Rollins                | 6:14  |
| 2.     | McGhee               | Howard McGhee, Sonny Rollins | 4:20  |
| 3.     | Rosita's Best Friend | Sonny Rollins                | 6:22  |
| Face B |                      |                              |       |
| 4.     | Sonny Side Up        | Yoshiaki Masuo               | 6:47  |
| 5.     | My Little Brown Book | Billy Strayhorn              | 3:55  |
| 6.     | Best Wishes          | Duke Ellington, Ted Koehler  | 5:43  |
| 7.     | Solo Reprise (Sonny) | Sonny Rollins                | 2:12  |

## Enregistrement
Les morceaux sont enregistrés du 17 au 22 aout 1982 au Fantasy Studios à Berkeley (Californie) et l'album paraît sur le label Milestone Records.
| Musicien        | Instrument         |  | Équipe technique |                      |
| --------------- | ------------------ |  | ---------------- | -------------------- |
| Sonny Rollins   | saxophone ténor    |  | Sonny Rollins    | producteur           |
| Bobby Broom     | guitare électrique |  | Richard Corsello | enregistrement       |
| Yoshiaki Masuo  | guitare            |  | Phil Carroll     | direction artistique |
| Bob Cranshaw    | guitare basse      |  | Takao Ogawa      | liner notes          |
| Jack DeJohnette | batterie, congas   |  | Phil Bray        | photographie         |